# Pierre de Castille
Pierre de Castille seigneur de Blancbuisson, seigneur baron de Montjeu, Dracy et Chagny par sa femme, est un administrateur français né vers 1581 et mort à Avignon le 24 juin 1629

## Famille
Il épouse par contrat devant Me Jean Charles (Et/XVIII/135) le 11 février 1603 à Paris, Charlotte Jeannin († 1640), fille et unique héritière (par la mort d’un frère tué
en duel en 1612) de Pierre Jeannin (1540-1623, fils d’un tanneur d’Autun), baron de Montjeu en Autunois (Saône-et-Loire) de Chagny, seigneur de la Gorge et du Toison, conseiller du roi en ses conseils d’État et Privé, ancien président au parlement de Dijon, surintendant des Finances, et d’Anne Guéniot.

## Carrière
Avocat à la cour, il devient conseiller au Grand Conseil le 8 juin 1601, puis maître des
requêtes le 14 avril 1611. De 1611 à 1616, il est ambassadeur en Suisse. En 1616, il est nommé intendant des Finances et le 25 septembre 1619 contrôleur général des finances
et conseiller d’État